# Pezzottait
Pezzottait je minerál, který byl objeven v roce 2002 na Madagaskaru. Byl pojmenován podle Dr. Federica Pezzotty, který na dané lokalitě provedl velice podrobný výzkum ohledně granitických pegmatitů. Má velmi výrazné růžovo-červené zbarvení. Kapsa, ve které byl poprvé nalezen byla společně tvořena turmalíny a spodumeny a ze začátku byl tudíž mylně vykládán jako odrůda turmalínu. Později byl považován za bixbit a poté klasifikován jako nová odrůda berylu pod obchodním názvem "malinový beryl". Při podrobné analýze se však prokázalo, že daný nerost se od berylu a turmalínu liší nejen chemickým složením (navíc s obsahem lithia a cesia), ale i fyzikálními vlastnostmi (jiná krystalická soustava). Občas je stále ještě nesprávně uváděn mezi odrůdami berylu.

## Vznik
Vznik tohoto nerostu je vzhledem k jeho nedávnému nálezu a nízkému výskytu nejasný. Při vzniku tohoto nerostu musely panovat podmínky zcela ojedinělé a jsou předmětem vědeckého zkoumání. Vázaný striktně na pegmatity.

## Vlastnosti
- Fyzikální vlastnosti: Tvrdost 7,5 - 8, hustota průměrná 3,05. Lom lasturnatý, štěpnost je nedokonalá podle {001}.
- Optické vlastnosti: Obvykle malinově růžové barvy, vryp má bílý, silný pleochroismus. Lesk skelný a je transparentní i průsvitný.
- Chemické vlastnosti: Složení: Cs 14,93 %, Li 0,99 %, Be 4,19 %, Al 8,35 %, Si 25,58 %, O 43,96 %, příměsi draslíku, sodíku a rubidia. Je nerozpustný v kyselinách.

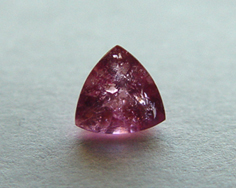
0,58ct vzorek broušeného pezzottaitu

## Podobné minerály
Je možné ho zaměnit s bixbitem, rubelitem, morganitem nebo indialitem.

## Využití
Brousí se jako drahý kámen a šperky s pezzottaitem vypadají neobyčejně nádherně. Navzdory tomu, že je velmi vzácný, jeho cena nedosahuje cen podobně vzácných drahokamů.

## Výskyt
- důl Sakavalana, Ambatovita, Madagaskar (naleziště jsou již prakticky vyčerpána)
- Afghánistán (nové nálezy, velice malé množství)